# کالیمانتان شمالی
کالیمانتان شمالی (به لاتین: North Kalimantan) یک استان‌ در اندونزی است که در اندونزی واقع شده‌است.

## خصوصیات
کالیمانتان شمالی ۷۲٬۲۷۵٫۱۲ کیلومترمربع مساحت و ۶۲۸٬۳۳۱ نفر جمعیت دارد.